# رون ماسون
رون ماسون هو لاعب هوكي الجليد كندي، ولد في 14 يناير 1940 في Blyth, Ontario ‏ في كندا، وتوفي في 13 يونيو 2016.